# Chrysopogon albopunctatus
Chrysopogon albopunctatus är en tvåvingeart som först beskrevs av Macquart 1846.  Chrysopogon albopunctatus ingår i släktet Chrysopogon och familjen rovflugor. Inga underarter finns listade i Catalogue of Life.